# Adnan Polat

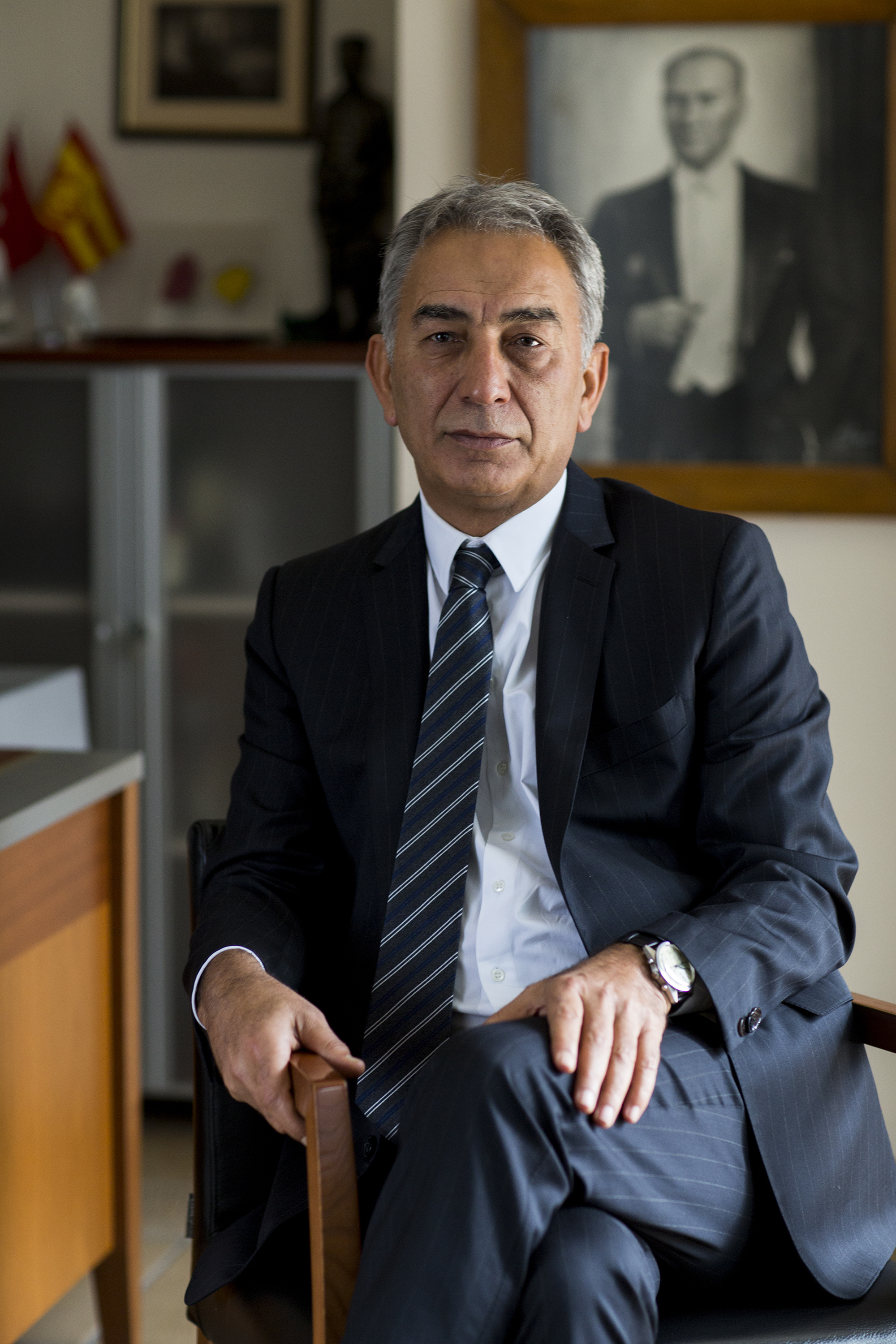
Adnan Polat

Adnan Polat (Erzurum, 1953) is een Turks zakenman die tussen 2008 en 2011 voorzitter was van de Turkse sportclub Galatasaray SK. 
Na het voltooien van zijn middelbare school ging Polat 1976 studeren in de Verenigde Staten aan de Long Island Universiteit.
Polat was vicepresident van Galatasaray onder twee voorzitters, namelijk Alp Yalman en Özhan Canaydin.
In zijn periode als Galatasaray-president stapte de Duitser Karl-Heinz Feldkamp op als trainer van de voetbalafdeling van Galatasaray SK. Karl-Heinz Feldkamp werd vervangen door interim-coach Cevat Güler in het seizoen 2007-2008.

## De trainers onder Adnan Polat
- Karl-Heinz Feldkamp (afgetreden om gezondheidsredenen)
- Cevat Güler (interim)
- Eric Gerets
- Michael Skibbe
- Bülent Korkmaz
- Frank Rijkaard
- Gheorghe Hagi